# Silvia Collatina
Silvia Collatina (Roma, 14 gennaio 1972) è un'attrice italiana attiva tra la fine degli anni '70 e metà anni '80, nota in particolare per i ruoli nel Fiume del grande caimano, in Quella villa accanto al cimitero e in Murderock - Uccide a passo di danza.

## Biografia
Figlia di Alberto Collatina, affermato jazzista, a cinque anni fu invitata a un casting da un'amica di famiglia che era stata a sua volta attrice bambina. Debutto lo stesso anno (1977) nel documentario di Sergio Spina Psicologia infantile, episodio Non voglio andare a scuola.
Nel 1979 ebbe il ruolo di Minou nel film Il fiume del grande caimano di Sergio Martino.
Fu poi scritturata nel 1981 per il ruolo della bambina fantasma Mae Freudstein nell'horror cult di Lucio Fulci Quella villa accanto al cimitero, che ebbe poi un grande successo di critica.
Nel 1984 fu scelta per il personaggio di Molly in Murderock, era una bambina disabile con un forte gusto del sadico e del macabro.
Nella prima metà degli anni '80 apparve anche in molti spot pubblicitari per Polaroid, Barilla, Eldorado, Bauli, Danone, Plasmon, Nestlé, Bassetti, Findus.
Nel 1985, ancora adolescente, lasciò il mondo del cinema.
Ha partecipato, come membro della rappresentanza italiana di attori di horror degli anni '80, alla Horror Hound Convention 2009 di Newark e, all'edizione 2011 di Indianapolis, ha preso parte alla réunion del cast per il 30º anniversario di Quella villa accanto al cimitero. È stata poi membro della giuria per i cortometraggi horror all'International Fantasy Film Festival 2012 di Audincourt. In Italia è stata ospite del Paranormal Media Festival 2014 di Maenza.
Una sua intervista del 2011 dal titolo Children of the Night, rilasciata insieme al collega Giovanni Frezza, è entrata nella riedizione in blu-ray 4K di Arrow Films (2020) di Quella villa accanto al cimitero.
Nel 2021 è stata membro della giuria dell'Italian Horror Fantasy Festival di Luigi Pastore a Roma.
Nel maggio 2022 ha interpretato il ruolo diabolico di Tiziana nell'episodio L'ultimo Titivillus della seconda stagione della webserie Fantasmagoria ideata da Byron Rink.
Nell'agosto 2022 è stata membro della giuria dei Vespertilio Awards a Roma, e nel febbraio 2023 special guest del Romford Horror Film Festival insieme a Giovanni Lombardo Radice.

## Filmografia

### Cinema
- Letti selvaggi, regia di Luigi Zampa (1979)
- Il fiume del grande caimano, regia di Sergio Martino (1979)
- Alice nel Paese delle Cartaviglie, regia di Gianni Toti (1979)
- Quella villa accanto al cimitero, regia di Lucio Fulci (1981)
- Murderock - Uccide a passo di danza, regia di Lucio Fulci (1984)
- Violets Bloom at empty Grave, regia di Chris Milewski (2014)
- Heller's Lane, regia di Jon Alcaide (2022)
- Il tempo del sogno, regia di Claudio Lattanzi - documentario (2022)
- The Witches of the sands, regia di Tony Mardon (2024)
- Cose nere, regia di Francesco Tassara (2024)

### Televisione
- Infanzia oggi, regia di Sergio Spina (1977)
- George Sand, regia di Giorgio Albertazzi - serie TV (1981)
- Fantasmagoria, regia di Byron Rink – web-series (2022)